# Deuxième arbitrage de Vienne

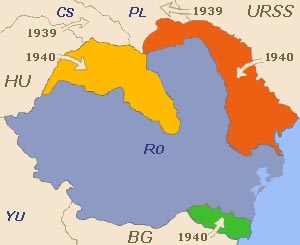
La Roumanie en août 1940 avec en jaune le territoire cédé à la Hongrie (Transylvanie du nord), en rouge ceux cédés à l'URSS et en vert à la Bulgarie.

Le deuxième arbitrage de Vienne ou second arbitrage de Vienne fait référence à l’annexion le 30 août 1940 par la Hongrie de la moitié nord de la Transylvanie, région alors roumaine. La Hongrie revendiquait ce territoire depuis le traité de Trianon (signé en 1920 en application du 10e des 14 points du président américain Wilson) : elle arguait que le droit des peuples à disposer d'eux-mêmes avait été injustement appliqué, puisque le traité avait permis la réunion de tous les Roumains en une « Grande Roumanie », alors que la réduction de la « Grande Hongrie » laissait un quart des Hongrois hors des nouvelles frontières hongroises. L’Allemagne nazie et l’Italie fasciste souhaitèrent en 1940 des négociations bilatérales entre Hongrois et Roumains (16-24 août) mais celles-ci échouèrent : Berlin et Rome finirent donc par imposer leur arbitrage.

## Objectifs allemands

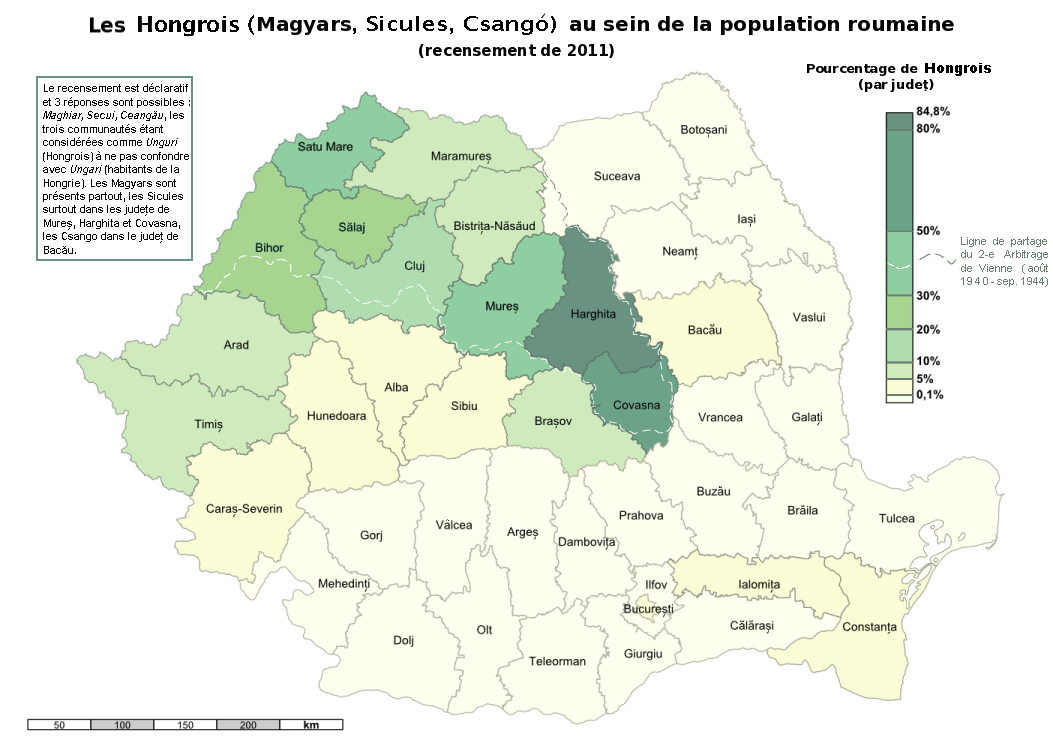
En vert, les pourcentages de Magyars en Transylvanie et la ligne de partage du Deuxième arbitrage de Vienne.

Depuis l’Anschluss en 1938 et l’occupation de la Bessarabie en juin 1940, le Troisième Reich et l’URSS s’affirment comme des puissances danubiennes de premier ordre, qui remettent en question l’ordre établi par le traité de Versailles en 1919, où la Roumanie (dont la France et le Royaume-Uni avaient garanti les frontières le 13 avril 1939) jouait un rôle important. Fin septembre 1939, la flotte et le Service maritime roumain transportent de Constanza à Alexandrie le gouvernement, le trésor de la banque nationale, les divisions restantes de l’armée polonaise ainsi que de nombreux réfugiés civils, pris en étau lors de l’invasion de la Pologne par le Troisième Reich et l’URSS. À Alexandrie, ces forces furent intégrées par les Britanniques dans les armées alliées (action qui fit dire à Hitler :  La Roumanie est comme les États-Unis : elle est officiellement neutre, mais elle nous livre une guerre froide). Il fallait donc l’affaiblir, mais en évitant d’avoir à lui faire la guerre. Le second arbitrage de Vienne s’inscrit dans ce contexte.

## Contexte

Les proportions des locuteurs en Transylvanie du Nord à l’époque du second arbitrage de Vienne.

Alors que sa protectrice, la France, vient de s’effondrer, le chantage à la guerre détermine le roi Carol II et son régime « carliste » à cesser leurs persécutions contre la Garde de fer fasciste, à céder à l’URSS, le 28 juin 1940, conformément l'ultimatum présenté par Viatcheslav Molotov le 26 juin, 50 135 km2 de territoires roumains peuplés de 3 150 793 personnes (15 % du territoire et 16 % de la population), à nommer le 4 juillet un gouvernement pro-allemand (Ion Gigurtu) et à accepter l’arbitrage allemand le 20 août pour épargner à son pays le sort de la Pologne. Le Conseil de la Couronne valide l’arbitrage par 21 voix contre 10 et une abstention. 
L’occupation de la Roumanie orientale par l’Armée rouge incite la Hongrie et la Bulgarie à exiger elles aussi des portions du territoire roumain, que le royaume, déjà sous tutelle économique allemande, n’est pas en état de refuser.

## Clauses de l'arbitrage

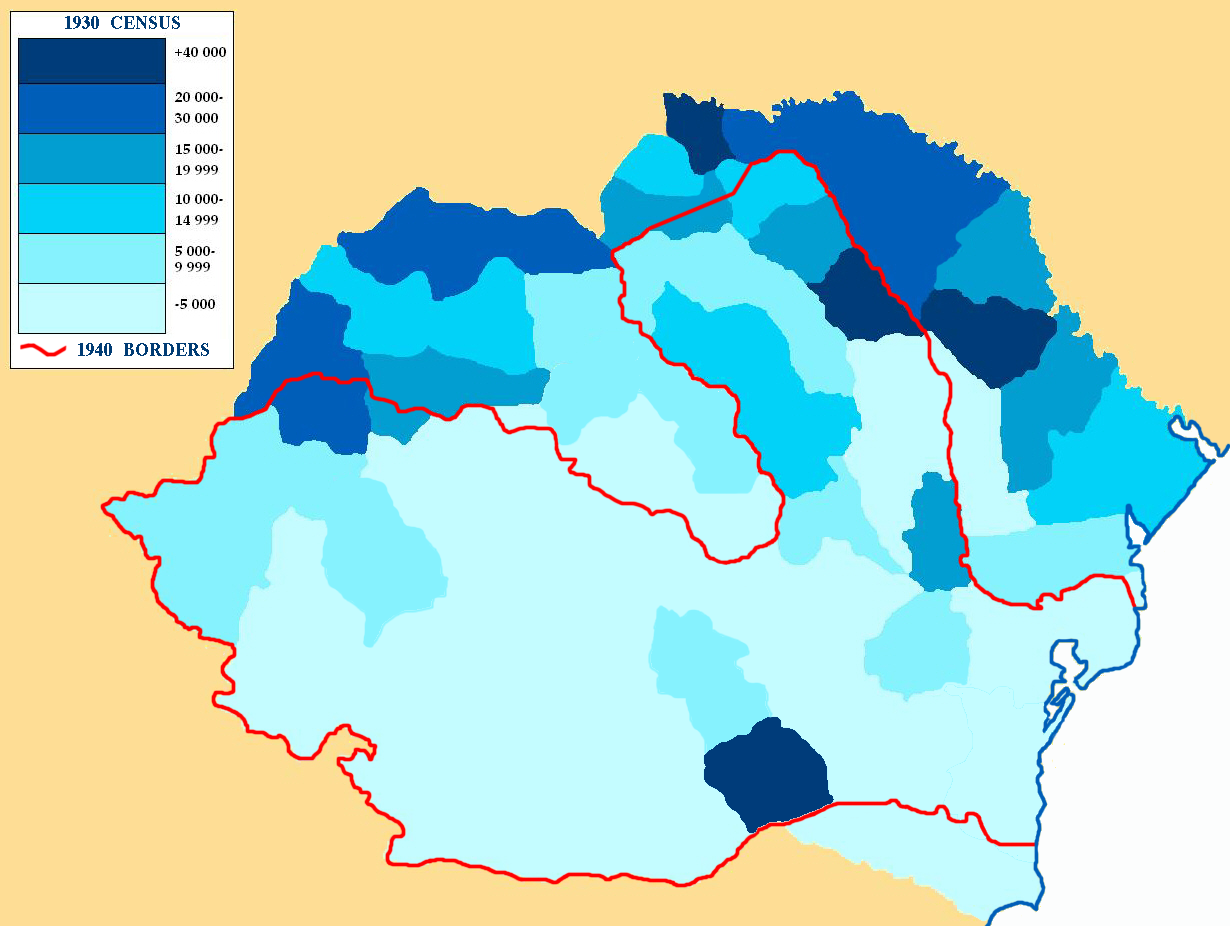
La population juive de la Roumanie au recensement de 1930 et en rouge les nouvelles frontières de 1940 : 110.000 juifs transylvains passent sous souveraineté hongroise.

En acceptant l’arbitrage allemand, Carol II cède encore à la Hongrie 44 405 km2 peuplés de 2 603 589 personnes (14 % du territoire et 13 % de la population, dont 40 % de magyars) et à la Bulgarie 7 412 km2 peuplés de 407 352 personnes (2,5 % du territoire et 2 % de la population), soit, avec ce qu’il avait déjà cédé à l’URSS, un tiers du territoire et de la population de son pays. Bien que la cession garantisse le respect des minorités de ces régions, d’importantes expulsions de Roumains ont lieu : 200 000 personnes d'après Hans-Erich Stier.

## Conséquences politiques, démographiques et économiques
Le roi est alors profondément déconsidéré dans une opinion qui ne réalise pas l’étendue du désastre polonais, et, le 29 août 1940, il abdique, tandis que le pouvoir est confié au général pro-nazi Antonescu, chargé, entre autres, de l’exécution des clauses économiques allemandes au respect desquelles veilleront les ambassadeurs du Reich Wilhelm Fabricius (de) puis Manfred von Killinger via le représentant économique allemand Carl August Clodius (de). 
Pour récupérer les territoires cédés par le roi à l’URSS, Antonescu s’allie à la Garde de fer et oblige le monarque à s’exiler. Mais ensuite, il ouvre le pays à la Wehrmacht le 5 octobre : l’objectif d’Adolf Hitler et de Joseph Staline est atteint car la Roumanie est affaiblie et partagée entre leurs deux sphères d’influence telles qu’elles avaient été définies par le Pacte germano-soviétique en 1939.

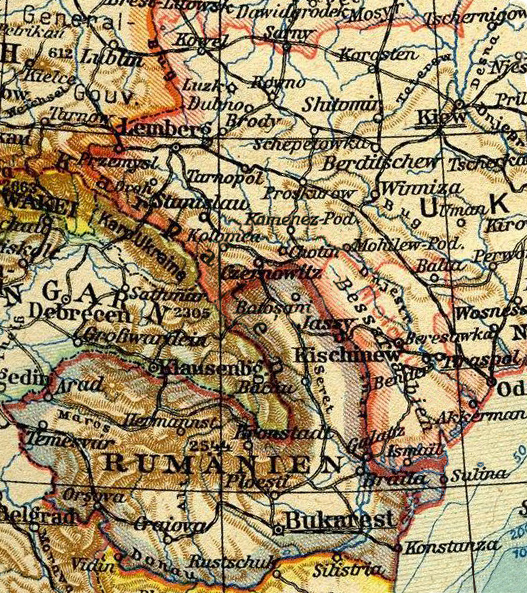
Carte allemande de 1940 montrant la Roumanie amoindrie dans le cadre du Neue Ordnung (« nouvel ordre ») européen.

L’arbitrage ancre la Roumanie dans la sphère d'influence politique et économique allemande. Les pertes roumaines entraînent l’expulsion de près de 290 000 personnes hors des territoires cédés. Pour les accueillir sur un territoire réduit, le gouvernement roumain adopte une politique antisémite destinée entre autres à exproprier les biens des Juifs roumains, tandis que les Nazis imposent l’émigration des 77 000 Allemands de Roumanie vers le Reich, la Roumanie étant obligée de payer pour cela au Reich une indemnité forfaitaire de 7,7 milliards de Lei.
En Transylvanie du Nord désormais hongroise, d’où 200 000 Roumains sont expulsés, 110 000 juifs deviennent apatrides, car, bien que magyarophones pour la plupart, ils ne deviennent pas, comme les chrétiens, citoyens hongrois, et le décret du 12 juillet 1941 en livre la plupart à l'Allemagne nazie.

## Annulation de l'arbitrage
Le régime d’Antonescu s’est montré, pour récupérer les territoires cédés fin juin 1940 à l’URSS et pour s’assurer une place dans l’« ordre nouveau » hitlérien, un fidèle satellite de l’Axe, qui lui concède, en « compensation » des pertes dues au second arbitrage de Vienne, le droit d’occuper et annexer une partie de la Podolie ukrainienne, dénommée « Transnistrie » (où ce régime se livre à des crimes contre l’humanité). Mais Antonescu et son régime sont renversés le 23 août 1944 par le roi Michel et le Conseil national de la résistance : la Roumanie déclare aussitôt la guerre à l’Axe et combat contre l’Allemagne jusqu’à la fin de la guerre. Cela lui vaut de regagner la Transylvanie du nord au Traité de paix de Paris de 1947, ce qui annule de jure le second arbitrage de Vienne, déjà annulé de facto en octobre 1944.